# Base sommergibili di Porto Palermo

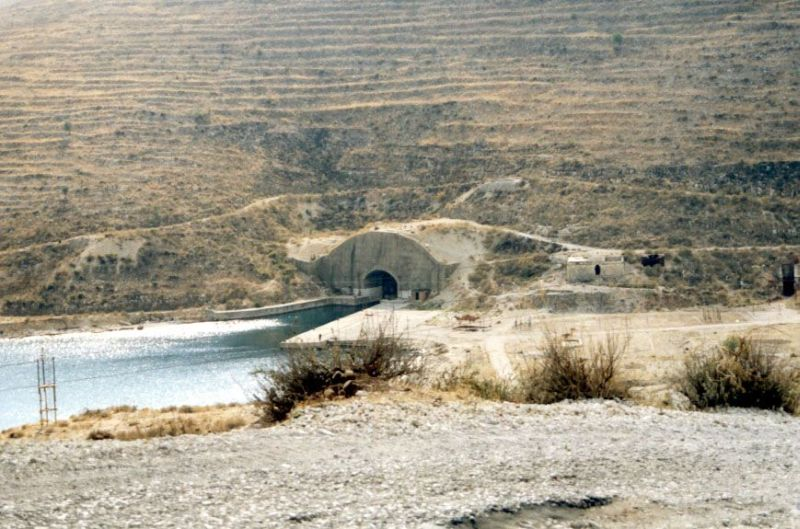
L'esterno della base.

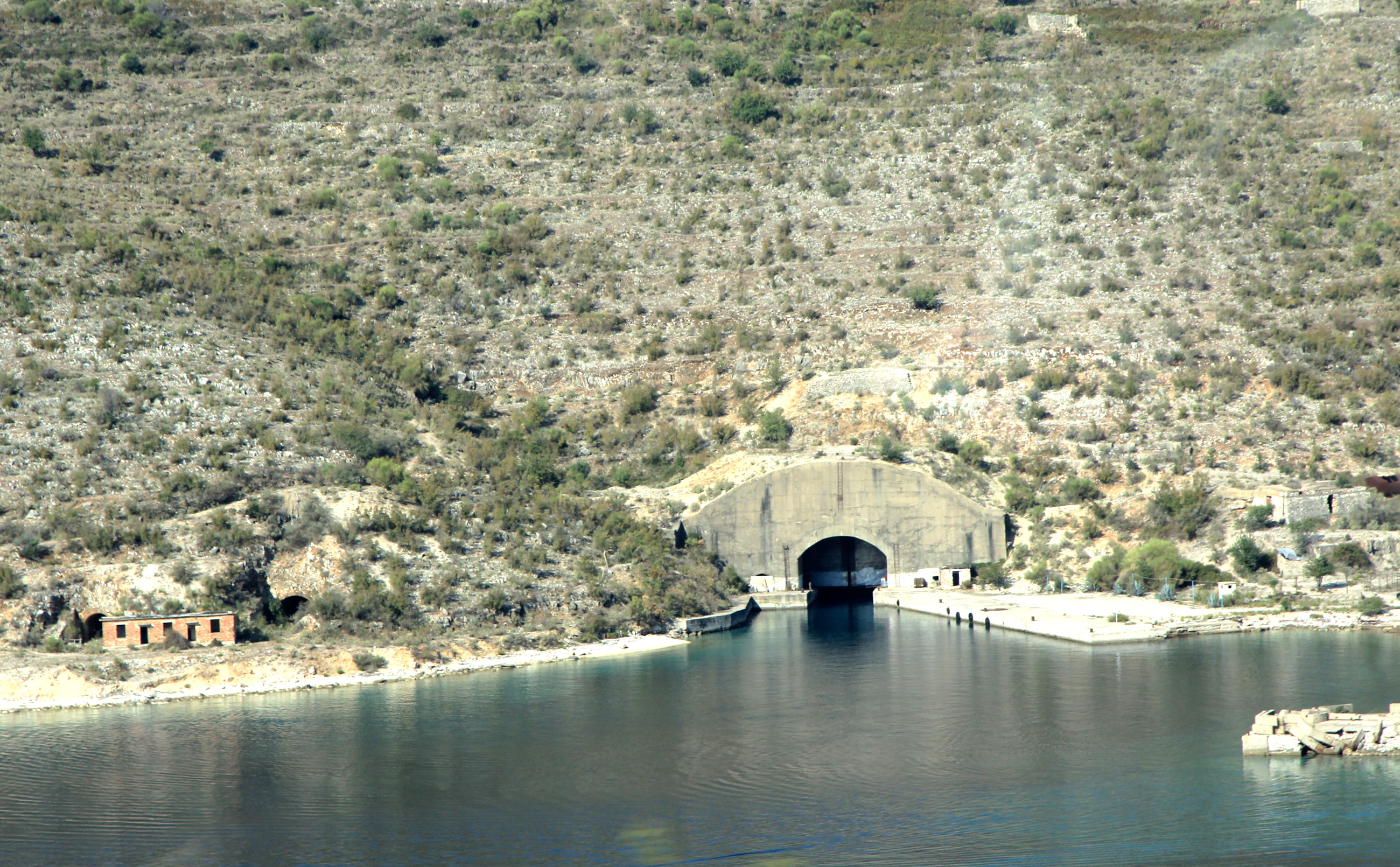
L'ingresso della galleria

La base sommergibili di Porto Palermo, anche detta galleria di Porto Palermo  (in albanese: Tuneli i Porto Palermos) è una infrastruttura militare con un rifugio corazzato per sommergibili e imbarcazioni d'attacco albanesi, situata nell'area settentrionale della baia di Porto Palermo.
Fu costruito nell'allora Repubblica Popolare Socialista d'Albania durante il regime del leader Enver Hoxha.
Il bunker non è stato più utilizzato, tuttavia rimane ancora una zona militare interdetta. È quasi certo che la sua funzione principale era quella di una base per unità d'attacco veloci. I sottomarini albanesi di classe Whiskey erano a lungo raggio e situati di solito a grande distanza dalla base navale di Pasha Liman nella baia di Valona. Ritirati nel 1998, i sottomarini sono ancora oggi situati a Pasha Liman.

## Impiego attuale
Porto Palermo è stata utilizzata recentemente per esercitazioni congiunte con altri paesi alleati.
Il 28 aprile 2013, la USS Monterey prese parte ad un'esercitazione di quattro ore per testare le capacità della marina albanese a Porto Palermo. L'esercitazione era volta a testare le reazioni dei marinai albanesi a conversazioni simulate stressanti e rapporti di attività sospette.
L'esercitazione "Leone albanese" del 2014 coinvolse le forze albanesi e britanniche in un assalto anfibio a Porto Palermo e in altre aree dell'Albania come Biza, Zall-Herr, Kuçova, e Pasha Liman, ed aveva il quartier generale a Kepi i Palit. Il Ministero della difesa dell'Albania riportò che presero parte all'esercitazione 600 militari e quattro navi.